# Hannah Arendt
Hannah Arendt (in yiddish: חנה ארענדט; Hannover, 14 ottobre 1906 – New York, 4 dicembre 1975) è stata una storica, filosofa e politologa tedesca naturalizzata statunitense, una dei più influenti teorici politici del XX secolo.
Le sue pubblicazioni spaziano su di un'enorme mole di argomenti, ma ancor oggi è maggiormente conosciuta per quelli inerenti alla natura del potere e del male, sulla politica, la democrazia diretta, l'autorità, il totalitarismo. Si afferma come teorica politica con il volume Le origini del totalitarismo, ma il grande pubblico oggi la conosce per il volume La banalità del male, controverso reportage sul processo Eichmann: Arendt vi spiegava come persone ordinarie divengano attori partecipi degli ingranaggi dei sistemi totalitari. 
Il nome di Arendt è commemorato da istituzioni e riviste devote al suo pensiero, dall'Hannah Arendt Prize per il pensiero politico, oltre che dalle vie e scuole a lei intitolate e da alcuni francobolli. Dopo la pubblicazione nel 1951 de Le origini del totalitarismo, in cui si affermò la sua reputazione di teorica politica, seguirono altri importanti scritti quali Vita activa. La condizione umana del 1958, Eichmann a Gerusalemme. La banalità del male del 1963 e L'umanità in tempi bui del 1968. Insegnò in diverse Università americane, rifiutando tuttavia incarichi permanenti. Morì improvvisamente a 69 anni, di attacco di cuore, nel 1975, lasciando incompiuto il suo ultimo lavoro, La vita della mente.

## Biografia

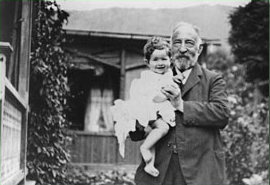
A 1 anno, con il nonno Max Arendt (1907)

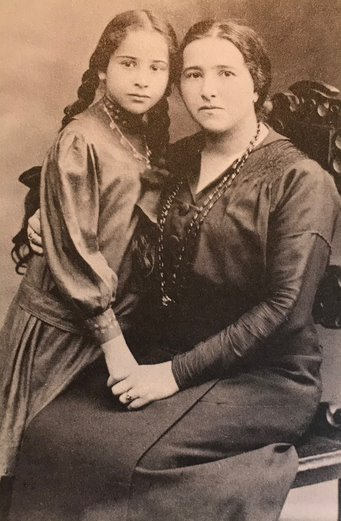
Arendt a 8 anni, con sua madre (1914)

Hannah Arendt nacque come Johanna Arendt nel 1906 da una famiglia ebraica a Linden, oggi un distretto facente parte del comune di Hannover. Quando aveva tre anni, la famiglia si spostò nell'allora capitale della Prussia Orientale, Königsberg, città natale del suo ammirato Immanuel Kant, a causa della salute del padre. Paul Arendt contrasse la sifilide in gioventù, ma al tempo della nascita della figlia sembrava che il morbo fosse in remissione. Invece, egli morì quando la figlia aveva sette anni. Arendt crebbe in una famiglia secolarizzata, politicamente progressista, con una madre ardente socialdemocratica. 

Arendt frequentò l'asilo dal 1910, dove la sua precocità impressionò gli insegnanti e si iscrisse alla scuola Szittnich di Königsberg (Hufen-Oberlyzeum), sulla Bahnstraße, nell'agosto del 1913, ma interruppe gli studi allo scoppio della prima guerra mondiale. Con l'avanzare dei russi, fuggì con la sua famiglia a Berlino il 23 agosto 1914.

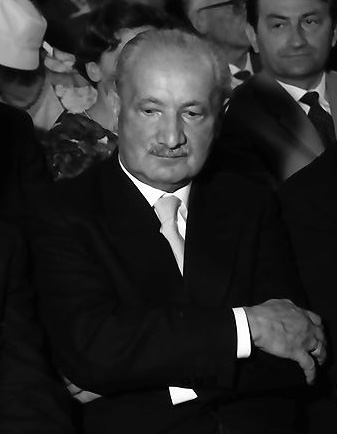
Martin Heidegger

Lì completò l'istruzione secondaria, dopodiché si iscrisse al corso di laurea in filosofia all'Università di Marburgo, dove fu allieva di Martin Heidegger , con cui ebbe una relazione tenuta segreta che durò quattro anni. In seguito si trasferì all'Università di Heidelberg, dove si laureò nel 1929 con una dissertazione sul concetto di Amore in Sant'Agostino, sotto la supervisione del filosofo esistenzialista Karl Jaspers. 

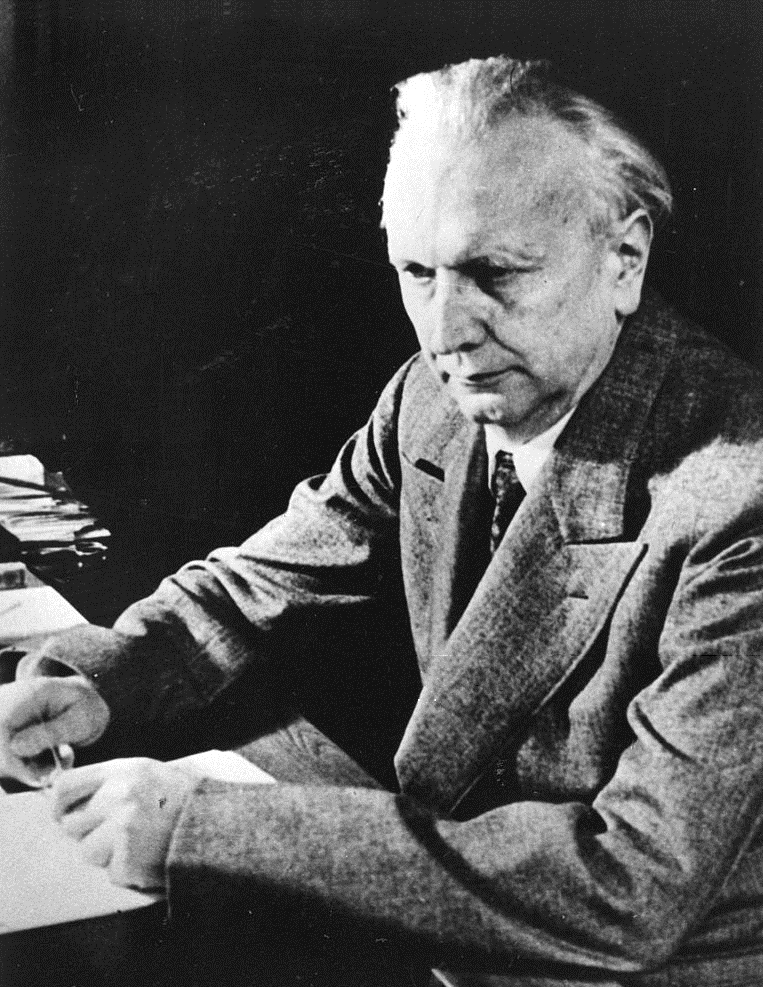
Karl Jaspers

Nel 1929 sposò il filosofo Günther Anders (pseudonimo di Günther Stern), da cui si separerà nel 1937. Preoccupata dal crescente antisemitismo, iniziò a svolgere ricerche sull'argomento. Nel 1932, nel deteriorarsi della situazione politica, Arendt restò turbata dalle notizie secondo cui Martin Heidegger era intervenuto a riunioni del partito nazionalsocialista. Gli scrisse, chiedendogli di negare queste voci, ma Heidegger gli rispose che era tutto vero e si limitò ad aggiungere che i suoi sentimenti per lei erano immutati.
Arendt confidò ad Anne Mendelssohn che l'emigrazione era probabilmente inevitabile. Karl Jaspers cercò di convincerla a considerarsi prima di tutto tedesca, ma lei sottolineò la sua identità ebraica: "Für mich ist Deutschland die Muttersprache, die Philosophie und die Dichtung" (Per me la Germania è la lingua madre, la filosofia e la poesia), piuttosto che la sua identità. Questa posizione lasciò perplesso Jaspers, che rispose: "È strano per me che come ebrea tu voglia essere diversa dai tedeschi".
Il 30 gennaio 1933, quando Adolf Hitler, diventando cancelliere, prese il potere, i diritti civili degli ebrei furono sospesi. La Arendt si vide negata la possibilità di ottenere l'abilitazione all'insegnamento nelle Università tedesche, per via delle leggi razziali naziste. Mentre alcuni dei suoi parenti e conoscenti avevano iniziato a fuggire, ella rimase come attivista e usò l'appartamento di Opitzstraße 6 a Berlin-Steglitz dove viveva con Stern come un punto di transito per i rifugiati. Il suo lavoro di salvataggio è ora riconosciuto da una targa commemorativa.

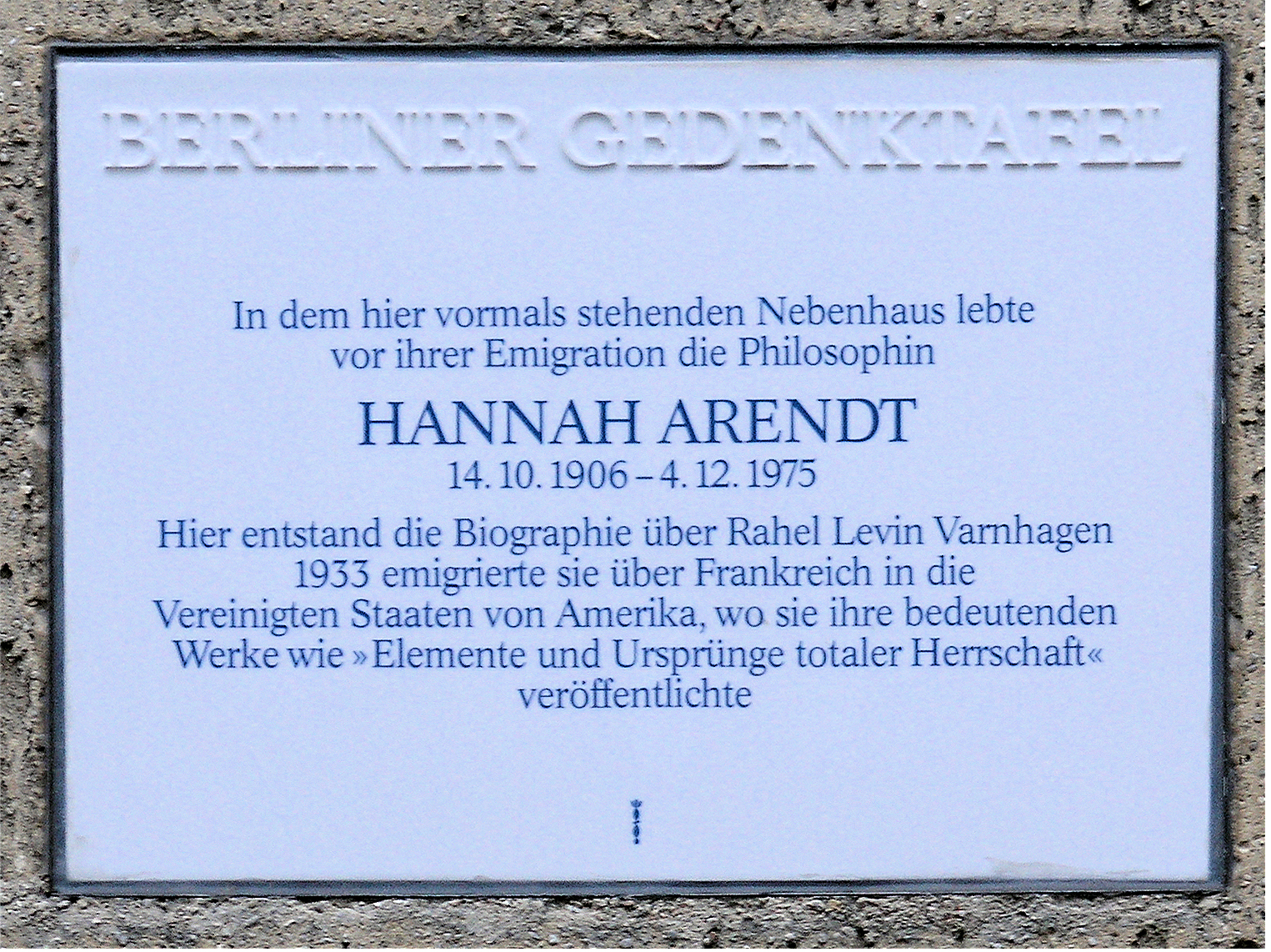
Placca commemorativa di Hannah Arendt a Berlino

Arendt venne arrestata e brevemente detenuta dalla Gestapo a causa delle sue ricerche, ormai considerate illegali. Dopo esser stata rilasciata, lasciò la Germania per vivere prima in Cecoslovacchia e poi in Svizzera, per stabilirsi infine a Parigi, dove conobbe il critico letterario marxista Walter Benjamin. Durante la sua permanenza in Francia, Arendt collaborò con "Youth Aliyah" un'organizzazione ebraica sionista, che salvava bambini ebrei dalla Germania nazista e li aiutava a emigrare nei kibbutz del Mandato britannico della Palestina. 
Privata della cittadinanza tedesca nel 1937, quando la Germania invase la Francia, Arendt fu detenuta nelle carceri francesi come apolide illegale. Nel 1940 sposò il poeta e filosofo tedesco Heinrich Blücher, con cui nel 1941 scappò, assieme alla suocera, negli Stati Uniti d'America, via Portogallo, con l'aiuto del giornalista statunitense Varian Fry. Divenne attivista nella comunità ebraica tedesca di New York, città che da allora rimase la sua principale residenza per il resto della vita. Lì collaborò con la Jewish Cultural Reconstruction, Inc., e scrisse per il periodico in lingua tedesca Aufbau. 
Nel 1946, tornò in Germania e si riconciliò con Heidegger. Durante un processo in cui era accusato di aver favorito il regime nazista testimoniò in suo favore. Nel 1950, divenne cittadina statunitense. Tra il 1960 e il 1962 seguì il processo ad Adolf Eichmann, il criminale nazista organizzatore dello sterminio degli ebrei d'Europa, il piano genocida intrapreso dal regime hitleriano, scrivendo il celeberrimo saggio La banalità del male: Eichmann a Gerusalemme. 
Morì il 4 dicembre 1975 in seguito a un attacco cardiaco e, dopo la cremazione al Ferncliff Cemetery di Hartsdale, le sue ceneri furono sepolte accanto a quelle del marito Heinrich Blücher al cimitero del Bard College, ad Annandale-on-Hudson, New York. Nel 1985 a Parigi si tenne un convegno sulle sue opere organizzato da Françoise Collin, filosofa e saggista belga nonché illustre esponente del Movimento femminista francese; questo ciclo di conferenze aprì la strada ad un'innovativa interpretazione del pensiero arendtiano.

## Filosofia politica
Sebbene non amasse definirsi "filosofa", bensì "teorica della politica", Hannah Arendt viene studiata come filosofa, a causa delle sue analisi critiche su filosofi come Socrate, Platone, Aristotele, Immanuel Kant, Martin Heidegger e Karl Jaspers, insieme ai maggiori rappresentanti della filosofia politica moderna come Machiavelli e Montesquieu. Principalmente grazie al suo pensiero indipendente, alla teoria del totalitarismo (Theorie der totalen Herrschaft), ai suoi lavori sulla filosofia esistenziale e alla sua rivendicazione della discussione politica libera, Arendt detiene un posto centrale nei dibattiti contemporanei.
Come fonti delle sue disquisizioni utilizza, oltre che documenti filosofici, politici e storici, anche biografie e opere letterarie. Questi testi vengono interpretati letteralmente e in rapporto con il suo pensiero personale. Il suo sistema di analisi - influenzato da Heidegger - contribuisce a renderla una pensatrice originale, trasversale ai diversi campi del sapere e specialità accademiche.

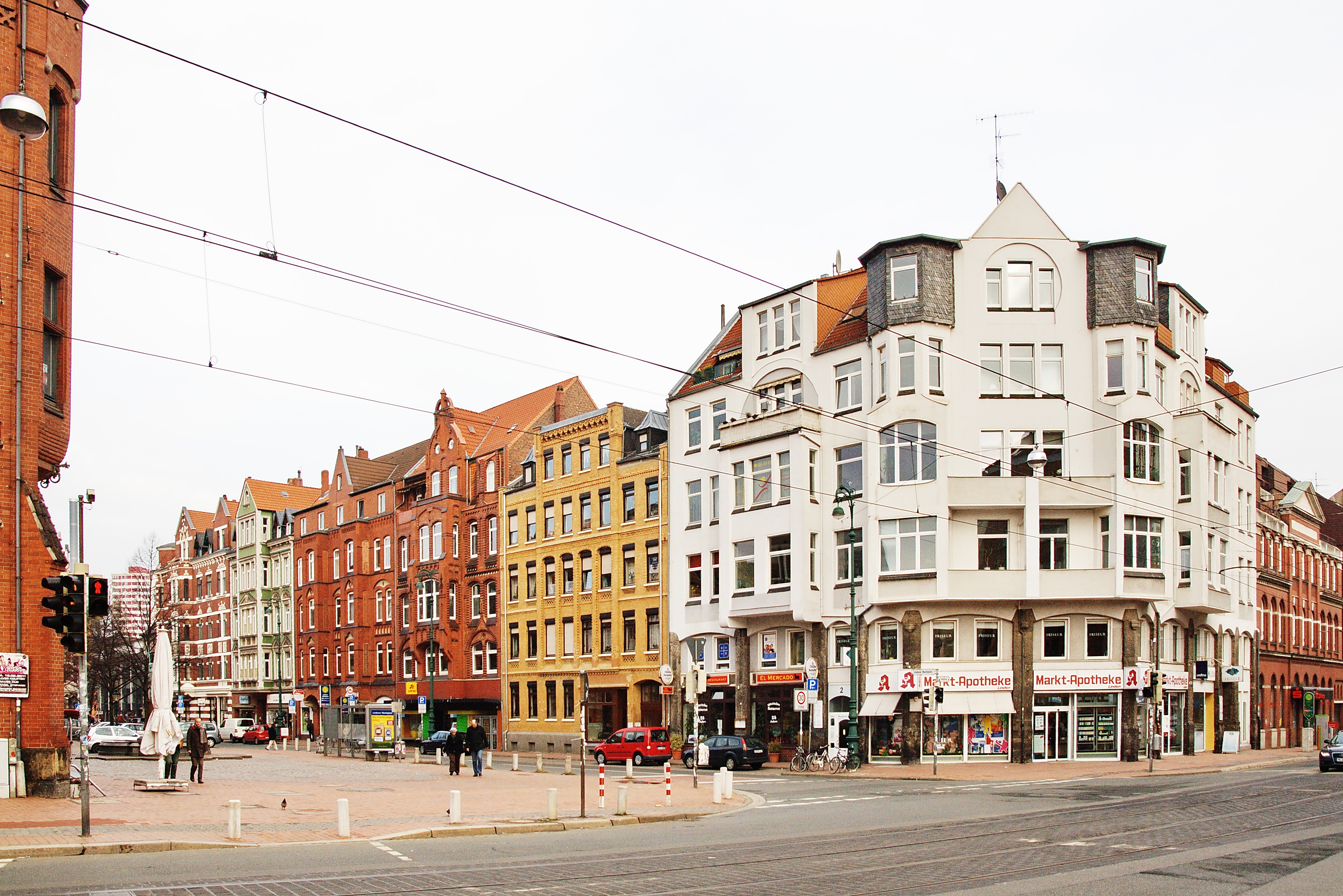
Hannah Arendt nacque nella parte sinistra della casa d'angolo, al n. 2 della piazza del mercato di Linden, nella zona Linden-Limmer di Hannover

Hannah Arendt difese il concetto di "pluralismo" in ambito politico. Grazie al pluralismo, il potenziale per la libertà politica e l'uguaglianza tra le persone si sviluppano. Importante è la prospettiva di inclusione dell'altro, ovvero di ciò che ci è estraneo. Politicamente, le convenzioni e le leggi dovrebbero funzionare per modalità pratiche e livelli appropriati, quindi tra persone ben disposte. Come risultato dei suoi assunti, Arendt si trovò contro la democrazia rappresentativa, che criticò fortemente, preferendole un sistema basato sui consigli o forme di democrazia diretta.
Molto importante per la filosofa è il concetto greco di "phronesis", ovvero la capacità di giudicare identificata anche con l'intuizione. Per la cultura greca questo concetto era virtù principale dello statista, a differenza della saggezza, tipica del filosofo. Hannah Arendt ritiene che questa capacità rifletta quello che viene definito il senso comune, il buon senso, poiché si basa sulla natura del mondo in quanto realtà comune. Ovvero l'oggettività del mondo viene letta dalla soggettività dell'uomo attraverso i cinque sensi. Il giudizio per Arendt deve essere affiancato al "peithein" ovvero alla capacità del persuadere, che lo statista o il politico devono possedere per entrare in empatia con la comunità. Questi concetti sono esplicitati in Tra passato e futuro (Between Past and Future, 1961), opera in cui viene espressa la concezione dell'uomo come essere politico.

## Pubblicistica
I lavori di Hannah Arendt riguardano la natura del potere, la politica, l'autorità e il totalitarismo.
L'opera che la consacra come pensatrice e filosofa è Le origini del totalitarismo (1951), in cui tracciò le radici dello stalinismo e del nazismo, e le loro connessioni con l'antisemitismo. Questo libro fu al centro di molte controversie, perché comparava due sistemi che alla maggior parte degli studiosi europei - e anche a molti statunitensi - sembravano diametralmente opposti.
L'opera che delinea in maniera esemplare la sua teoria politica venne pubblicata nel 1958, con il titolo Vita activa: Arendt intende recuperare tutta la portata del politico nella dimensione umana nel tentativo di restituire "una teoria libertaria dell'azione nell'epoca del conformismo sociale", come rileva Alessandro Dal Lago nella sua Introduzione per l'edizione italiana.

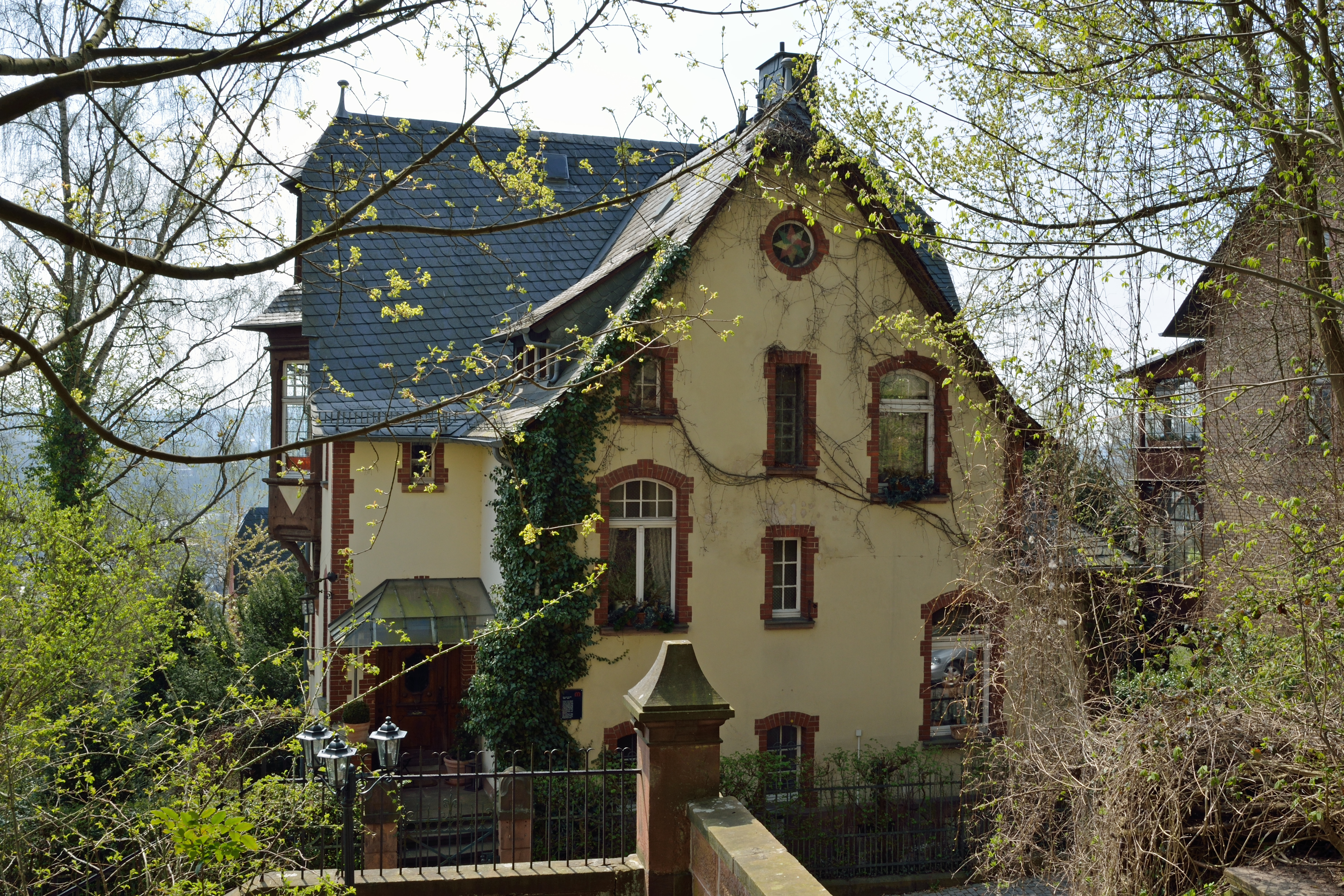
La casa a Marburgo dove Hannah Arendt visse negli anni 1924-1925

Nel celebre resoconto del processo a Eichmann per il New Yorker (che divenne poi il libro La banalità del male: Eichmann a Gerusalemme, 1963) Arendt ha sollevato la questione che il male possa non essere radicale: anzi è proprio l'assenza di radici, di memoria, del non ritornare sui propri pensieri e sulle proprie azioni mediante un dialogo con sé stessi (dialogo che Arendt definisce due in uno e da cui secondo lei scaturisce e si giustifica l'azione morale) che trasforma personaggi spesso banali in autentici agenti del male. È questa stessa banalità a rendere, com'è accaduto nella Germania nazista, un popolo acquiescente quando non complice con i più terribili misfatti della storia e a far sentire l'individuo non responsabile dei propri crimini, senza il benché minimo senso critico.

## Opere
- Der Liebesbegriff bei Augustin, 1929

Il concetto d'amore in Agostino. Saggio di interpretazione filosofica, Milano, SE, 1992, ISBN 88-7710-247-0.
- Le Elegie Duinesi di R. M. Rilke. Rilke Duineser Elegien (1930), a cura di Sante Meletta, Collana Piccola bibliothiki, Asterios, 2015, ISBN 978-88-951-4699-7.
- "Aufklärung und Judenfrage", in Zeitschrift fur Geschichte der Juden in Deutschland, a. 4. (1932), n. 2/3.

Illuminismo e questione ebraica, Napoli, Cronopio, 2009, ISBN 978-88-89446-44-7.
- We Refugee, 1943
  -  Noi rifugiati, a cura di Sante Maletta, Asterios, 2020, ISBN 978-88-931-3188-9.
  -  Noi rifugiati, a cura di Donatella Di Cesare, Collana Vele, Torino, Einaudi, 2022, ISBN 978-88-062-5728-6.
- Il razzismo prima del razzismo (Race-Thinking Before Racism, 1944), traduzione di Massimo De Pascale, Collana Etcetera, Roma, Castelvecchi, 2018, ISBN 978-88-328-2315-8.
- The Jew as Pariah. A Hidden Tradition, 1944
  - L'ebreo come paria. Una tradizione nascosta, trad. di Francesco Ferrari, Firenze, Giuntina, 2017, ISBN 978-88-805-7666-2.
- Antisemitismo e identità ebraica. Scritti 1941-1945, traduzione di Graziella Rotta, a cura di Marie Louise Knott, Prefazione di Enzo Traverso, Collana Piccola Biblioteca. Nuova serie, Torino, Einaudi, 2025, ISBN 978-88-062-1131-8.
- What is Existenz Philosophy?, 1946

Che cos'è la filosofia dell'esistenza?, Milano, Jaca Book, 1998, ISBN 88-16-40471-X.
- Introduzione a Bernard Lazare, Le fumier de Job, 1948

Bernard Lazare, Il letame di Giobbe, Milano, Medusa, 2004, ISBN 88-88130-92-6.
- The Origins of Totalitarianism, 1951; 1958; 1966

Le origini del totalitarismo, Milano, Edizioni di Comunità, 1967, 1989, ISBN 88-245-0443-4; 1999, ISBN 88-245-0562-7; Milano, Bompiani, 1978; Torino, Einaudi, 2004, ISBN 88-06-16935-1.
- Per un'etica della responsabilità. Lezioni di vita politica, traduzione di Pierluigi Toni e Dario Gentili, a cura di Maria Teresa Pansera, Collana Le parole di Babel, Milano, Mimesis, 2017, ISBN 978-88-575-3845-7. [lezioni tenute nel 1955].
- Rahel Varnhagen: Lebensgeschichte einer deutschen Jüdin aus der Romantik, 1957 [ma completato nel 1938].

Rahel Varnhagen. Storia di un'ebrea, trad. di Lea Ritter Santini, Milano, Il Saggiatore, 1988, ISBN 88-04-31096-0; Milano, Net, 2004, ISBN 88-515-2146-8; Il Saggiatore, 2017.
- The Human Condition, 1958

Vita activa, Milano, Bompiani, 1964; Vita activa. La condizione umana, Milano, Bompiani, 1989, ISBN 88-452-1351-X.
- Die ungarische Revolution und der totalitäre Imperialismus, 1958

in L'immagine dell'inferno. Scritti sul totalitarismo, Roma, Editori Riuniti, 2001, ISBN 88-359-5024-4. [traduzione parziale].
La rivoluzione ungherese e l'imperialismo totalitario, a cura di Simona Forti e Gabriele Parrino, Collana Minima n.165, Milano, Raffaello Cortina, 2024, ISBN 978-88-328-5629-3. [traduzione integrale].
- Between Past and Future: Six Exercises in Political Thought, 1961; poi 8, con due esercizi aggiunti nell'ed. 1968.

Tra passato e futuro, trad. di Tania Gargiulo, Firenze, Vallecchi, 1970; Milano, Garzanti, 1991, 1999, ISBN 88-11-67403-4; Verità e politica, seguito da La conquista dello spazio e la statura dell'uomo, Torino, Bollati Boringhieri, 1995, ISBN 88-339-0912-3; Introduzione di Alessandro Dal Lago, Milano, Garzanti, 2017, ISBN 978-88-116-7637-9.
- On Revolution, 1963; 1965

Sulla rivoluzione, Milano, Edizioni di Comunità, 1983, ISBN 88-245-0171-0; Torino, Einaudi, 2006, ISBN 88-06-18430-X.
- Eichmann in Jerusalem: A Report on the Banality of Evil 1963; 1965

La banalità del male. Eichmann a Gerusalemme, Milano, Feltrinelli, 1964.
- Men in Dark Times, 1968
  - Uomini in tempi oscuri: Lessing, Rosa Luxemburg, Papa Giovanni XXIII, Karen Blixen, Milano, Spano, 1968 [trad. parziale].
  - L'umanità in tempi bui. Riflessioni su Lessing, a cura di Laura Boella, Milano, Cortina, 2006, ISBN 88-6030-034-7 [trad. parziale].
  -  L'umanità in tempi bui. Lessing - Luxemburg - Giovanni XXIII - Jaspers - Blixen - Broch - Benjamin - Brecht - Gurian - Jarrell, Introduzione e trad. di Beatrice Magni, Collana Biblioteca n.24, Milano-Udine, Mimesis, 2023, ISBN 978-88-575-9058-5.[edizione integrale].
  -  Il Papa cristiano. Umanità e fede in Giovanni XXIII (1965), a cura di P. Costa, Collana Sguardi, Bologna, EDB, 2013, ISBN 978-88-105-5517-0.
  -  Rosa Luxemburg (A Heroine of Revolution, 1966), Postfazione e cura di Rosalia Peluso, Collana Minima/Volti n.109, Milano, Mimesis, 2022, ISBN 978-88-575-8673-1.
- Isak Dinesen, 1885-1962, in "New Yorker", 9 novembre 1968

Postfazione a Karen Blixen, Dagherrotipi, Milano, Adelphi, 1995, >ISBN 88-459-1125-X.
- Walter Benjamin, in "Merkur", XXII, 1968
  - Walter Benjamin: l'omino gobbo e il pescatore di perle, in Il futuro alle spalle, Bologna, Il Mulino, 1981; Il pescatore di perle. Walter Benjamin (1892-1940), Milano, A. Mondadori, 1993, ISBN 88-04-37155-2; Walter Benjamin, 1892-1940, Milano, SE, 2004, ISBN 88-7710-594-1.
  - in  L'angelo della storia. Testi, lettere, documenti, traduzione di Corrado Badocco, a cura di Detlev Schöttker, Erdmut Wizisla, Collana Schulim Vogelmann, Firenze, Giuntina, 2017, ISBN 978-88-805-7673-0.
- On Violence, 1970
  - Sulla violenza, trad. di Savino D'Amico, Milano, A. Mondadori, 1971; Milano, Guanda, 1996, ISBN 88-7746-887-4; 2001, ISBN 88-8246-388-5.
- Civil Disobedience, 1970
  - La disobbedienza civile e altri saggi, Milano, Giuffrè, 1985, ISBN 88-14-00599-0.
  -  Disobbedienza civile, traduzione di Valentina Abaterusso, Introduzione di Laura Boella, Collana Biblioteca, Milano, Chiarelettere, 2017, ISBN 978-88-619-0845-1.
- Crises of the Republic, 1972

Lying in Politics
Politica e menzogna, Milano, SugarCo, 1985.
La menzogna in politica. Riflessioni sui Pentagon Papers, trad. di Veronica Santini, Introduzione e cura di Olivia Guaraldo, Genova-Milano, Marietti 1820, 2006-2018, ISBN 88-211-9442-6.
Thoughts on Politics and Revolution
- The Jew as Pariah: Jewish Identity and Politics in the Modern Age, 1978

Ebraismo e modernità, Milano, UNICOPLI, 1986, ISBN 88-40-000-49-6.
- The Life of the Mind, 1978

La vita della mente, trad. di Giorgio Zanetti, a cura di Alessandro Dal Lago, Collezione di Testi e di Studi, Bologna, Il Mulino, 1987, ISBN 88-15-01510-8.
- Il futuro alle spalle, a cura di Lea Ritter Santini, Bologna, Il Mulino, 1981, 1995, ISBN 88-15-05157-0. [antologia di articoli]
- Lectures on Kant's Political Philosophy, 1982

Teoria del giudizio politico. Lezioni sulla filosofia politica di Kant, Genova, Il Melangolo, 1990, ISBN 88-7018-116-2.
- Was ist Politik?, 1993

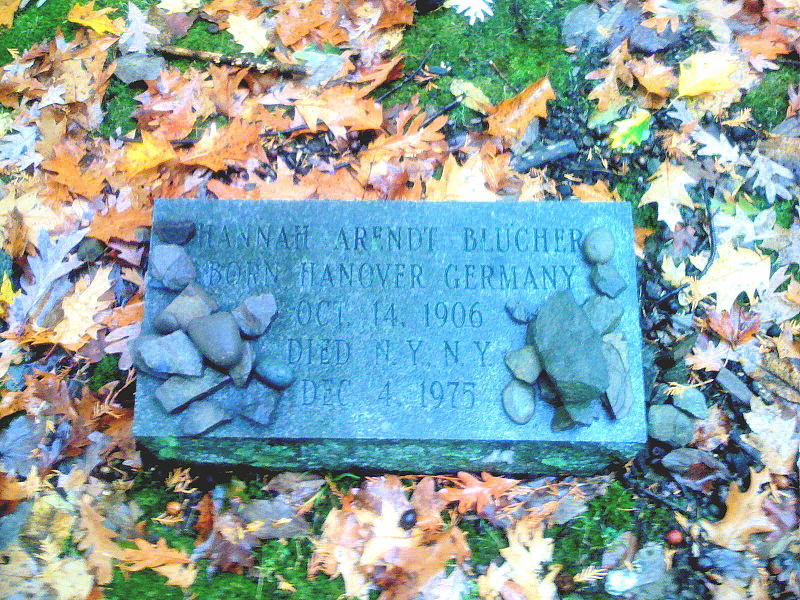
La tomba di Hannah Arendt al cimitero del Bard College a Annandale-on-Hudson, NY

Che cos'è la politica?, Milano, Edizioni di Comunità, 1995, ISBN 88-245-0510-4.
- La lingua materna. La condizione umana e il pensiero plurale, Introduzione, trad. e cura di Alessandro Dal Lago, Milano-Udine, Mimesis, 1993-2019, ISBN 88-85889-26-3.
- Essays in Understanding, 1930-1954: Formation, Exile, and Totalitarianism, 1994

Archivio Arendt
I, 1930-1948, Milano, Feltrinelli, 2001, ISBN 88-07-10311-7.
II, 1950-1954, Milano, Feltrinelli, 2003, ISBN 88-07-10347-8.
Antologia. Pensiero, azione e critica nell'epoca dei totalitarismi, Milano, Feltrinelli, 2006, ISBN 88-07-81926-0.
- Passione della compassione. Lettere, diari, biografie, inediti 1914-18, Macerata, Quodlibet, 1994.

Prefazione a Hermann Broch, James Joyce e il presente, Roma, Editori Riuniti, 1983, ISBN 88-359-2600-9.
- Ritorno in Germania, Introduzione di Angelo Bolaffi, trad. di Pierpaolo Ciccarelli, Collana Saggine n.21, Roma, Donzelli, 1996, ISBN 88-7989-281-9.
- Lavoro, opera, azione. Le forme della vita attiva, Verona, Ombre Corte, 1997, ISBN 88-87009-04-X.
- Il pensiero secondo. Pagine scelte, Milano, BUR, 1999, ISBN 88-17-14711-7.
- Vor Antisemitismus ist man nur noch auf dem Monde sicher: Beiträge für die deutsch-jüdische Emigrantenzeitung Aufbau 1941-45, 2000.

Antisemitismo e identità ebraica. Scritti 1941-1945, Milano, Edizioni di Comunità, 2002, ISBN 88-245-0653-4.
- Denktagebuch 1950-1973, 2002

Quaderni e diari, 1950-1973, trad. di Chantal Marazia, Vicenza, Neri Pozza, 2007, ISBN 978-88-545-0094-5.
- Responsibility and Judgment, 2003

Responsabilità e giudizio, Torino, Einaudi, 2004, ISBN 88-06-17175-5.
Alcune questioni di filosofia morale, Torino, Einaudi, 2006, ISBN 88-06-18484-9.
- The Promise of Politics, 2005
- Arendt und Benjamin: Texte, Briefe, Dokumente, 2006
  -  L'angelo della storia. Testi, lettere, documenti, traduzione di Corrado Badocco, a cura di Detlev Schöttker, Erdmut Wizisla, Collana Schulim Vogelmann, Firenze, Giuntina, 2017, ISBN 978-88-805-7673-0.
- The Jewish Writings, 2007
  -  Politica ebraica, traduzione di R. Benvenuto, F. Conte e A. Moscati, Collana Tessere, Cronopio, 2013, ISBN 978-88-894-4674-4.
- Karl Jaspers, Wahrheit, Freiheit und Friede - Hannah Arendt, Karl Jaspers. Reden zur Verleihung des Friedenspreises des deutschen Buchhandels 1958, Piper, Monaco 1958.
  - Verità e Umanità. Discorsi per il conferimento del Premio per la pace dei Librai tedeschi 1958, a cura di A. Bragantini, Collana Jaspersiana, Milano, Mimesis, 2015, ISBN 978-88-575-2320-0.
- Humanitas mundi. Scritti su Karl Jaspers, a cura di Rosalia Peluso, Collana Jaspersiana, Milano-Udine, Mimesis, 2015, ISBN 978-88-575-2949-3.
- Socrate, traduzione di I. Possenti, Collana Minima, Milano, Raffaello Cortina, 2015, ISBN 978-88-603-0759-0.
- Marx e la tradizione del pensiero politico occidentale, a cura di Simona Forti, Collana Minima, Milano, Raffaello Cortina, 2016, ISBN 978-88-603-0867-2.
- Lavoro, opera, azione. Le forme della vita attiva, Introduzione e cura di Guido D. Neri. Postfazione di Ilaria Possenti, Collana Cartografie, Bologna, Ombre Corte, 2021, ISBN 978-88-694-8204-5.
- Sul Secondo sesso di Simone Beauvoir, traduzione di Mauro Trentadue, Collana I semi, Farina Editore, 2022, ISBN 978-88-322-6530-9.

### Epistolari
- Eichmann in Jerusalem: Exchange of Letters between Gershom Scholem and Hannah Arendt, in Encounter, 22/1, 1964
  - H. Arendt-Gershom Scholem, Due lettere sulla banalità del male, Roma, Nottetempo, 2007, ISBN 978-88-7452-116-6.
- H. Arendt-Karl Jaspers, Briefwechsel 1926–1969, a cura di Lotte Kohler e Hans Saner, 1987.
  - trad. parziale, Carteggio 1926-1969. Filosofia e politica, a cura di Alessandro Dal Lago, Milano, Feltrinelli, 1989, ISBN 88-07-10105-X.
- Tra amiche. La corrispondenza di Hannah Arendt e Mary McCarthy, 1949-1975 (Im Vertrauen. Briefwechsel 1949-1975, 1995), trad. A. Pakravan Papi, a cura di C. Brightman, Collana La nuova diagonale, Palermo, Sellerio, 1999, ISBN 88-389-1287-4.
- Within Four Walls: The Correspondence Between Hannah Arendt and Heinrich Blücher, 1936-68, a cura di Lotte Kohler, 1996.
- H. Arendt, Lettere 1925-1975 e altre testimonianze, Milano, Edizioni di Comunità, 2001, ISBN 88-245-0623-2. - a cura di M. Bonola, Collana Biblioteca, Torino, Einaudi, 2007, ISBN 978-88-06-18997-6.
- H. Arendt-Uwe Johnson, Der Briefwechsel: 1967-75, Frankfurt, Suhrkamp, 2004.
- H. Arendt-Hermann Broch, Carteggio 1946-1951 (Briefwechsel 1946 bis 1951, 1996), traduzione di Vito Punzi, a cura di Roberto Rizzo, Collana Miscellanea, Marietti 1820, 2006. - Nuova ed., Marietti 1820, 2021, ISBN 978-88-211-1337-6.
- H. Arendt-Joachim Fest, Eichmann o la banalità del Male. Intervista, Lettere, Documenti, (Eichmann war von empörender Dummheit. Gespräche und Briefe, 2011), Collana Schulim Vogelmann n. 179, Giuntina, Firenze, 2013, ISBN 978-88-8057-490-3. [intervista radiofonica]
- H. Arendt-Kurt Blumenfeld, Carteggio 1933-1963, traduzione di S. Ragno e F. Consolaro, a cura di S. Rapa, Collana Testi, Ombre Corte, 2015, ISBN 978-88-975-2292-8.
- H. Arendt, L'amicizia e la Shoah. Corrispondenza con Leni Yahil, traduzione di Fabrizio Iodice, Introduzione di Ilaria Possenti, Collana Lampi d'autore, EDB, 2017, ISBN 978-88-105-6750-0.
- H. Arendt-Günther Anders, Scrivimi qualcosa di te. Lettere e documenti (Schreib doch mal ,hard facts' über dich: Briefe 1939-1975, 2016), traduzione di Nicola Zippel, a cura di Kerstin Putz, Collana Saggi, Roma, Carocci, 2017, ISBN 978-88-430-8933-8.

## Cinema
- Hannah Arendt (2012) di Margarethe von Trotta, distribuito in Italia da Nexo Digital in occasione della giornata mondiale della memoria il 27 gennaio 2015.
- Vita Activa: The spirit of Hannah Arendt (2015), documentario scritto e diretto dalla regista israeliana Ada Ushpiz, presentato per la prima volta in Italia nell'ambito del Film Festival Forum - Festival dei Diritti Umani della XXI Triennale di Milano il 7 maggio 2016. Il 20 giugno 2016 fu il primo film ad aprire l'11ª edizione del Festival Sole Luna, un ponte tra le culture[12] presso il cinema Vittorio De Seta dei Cantieri Culturali alla Zisa di Palermo.